# Somatochlora georgiana
Somatochlora georgiana là loài chuồn chuồn trong họ Corduliidae. Loài này được Walker mô tả khoa học đầu tiên năm 1925.